# 外国語学校 (旧制)
この項目では、戦前の日本に存在した旧制専門学校のうち外国語の専門教育を行った旧制外国語学校（きゅうせいがいこくごがっこう）について述べる。これは第二次世界大戦中に「外事専門学校」（もしくは語学専門学校）と改称された一群の旧制高等教育機関を指す（したがって各種学校として設立された外国語学校とは異なる）。
なお「前史」ともいうべき明治初期の状況については外国語学校 (明治初期)を参照のこと。

## 概要
- 専門学校令施行の時点で旧制専門学校となった外国語学校（外事専門学校）は、東京の官立東京外国語学校1校のみであったが、これ以後大阪に官立1校、小倉・神戸に公立各1校が設置、私立校としては天理外国語学校などが設立された。
- 第二次世界大戦中の1944年、外国語学校はそのほとんどが「外事専門学校」（外専）と改称された。
- 官立2校は東京・大阪の国立2外大に、公立2校は北九州市大・神戸市外大に継承されている。

## 歴史

### 初期の「外国語学校」
幕末期から明治維新期にかけ、全国に官公私立の外国語学校が多数設立されたが、多くは廃止されるか旧制中学校に転換され、中等・高等教育機関としては東京・大阪の官立3校のみが残った。このうち東京外国語学校（旧外語）を除く2校は、高等中学校 - 旧制高等学校に改組された。最後まで残った東京外国語学校も1885年には東京商業学校（一橋大学の前身）に併合され官立外国語学校は一時消滅した。

### 旧制専門学校としての復活
1897年、東京商業学校の後身である高等商業学校の附属として外国語学校が設置、さらに2年後の99年には東京外国語学校として独立した。ついで1910年代に入ると、第一次世界大戦の時期における、大戦景気において、日本のアジア市場への進出が進んだことで、貿易や外交を担う人材の育成の観点から、外国語学校の増設が求められるようになった。そのことを受けて、1920年代になると、21年に大阪外国語学校、27年には私立最初の専門学校令による外国語学校として天理外国語学校（天理大学の前身）が設立された。これらの外国語学校は外交・貿易・布教など海外活動実務者の養成機関として位置づけられ、旧制高等学校 - 帝国大学進学者にとって必須の教養であった英語・仏語・独語のみならず、支那語・露語・西語・葡語・馬来語・印度諸言語など、よりマイナーな語学の教育を重視していたという点に特徴がある。

### 外事専門学校への改称と新制大学移行
1944年以後各外国語学校はおおむね「外事専門学校」と改称、基本的には戦後の学制改革まで引き継がれた。またこの際、私立専門学校で外専に転換するものもあった。戦争終結後の1946年、旧制校としては最末期のものになる神戸・小倉の公立外専2校が設立された。1949年の学制改革による新制大学設立に際し、これらの外専の多くは4年制大学（一部は短期大学）に包括・吸収され1951年に廃止となった。

## 主要な旧制外国語学校
1877年以前については外国語学校 (明治初期)も参照

### 官立校
東京外国語学校（1899年（1873年）・現東京外国語大学）
- 本科 [ 英語部（文科・貿易科）仏語部（文科・貿易科）独語部（文科・貿易科）露語部（文科・貿易科・拓殖科）伊語部（文科・貿易科・拓殖科）西語部（文科・貿易科・拓殖科）葡語部（文科・貿易科・拓殖科）支那語部（文科・貿易科・拓殖科）蒙古語部（貿易科・拓殖科）秦語部（貿易科・拓殖科）馬来語部（貿易科・拓殖科）ヒンドスタニー・タミル語部（貿易科・拓殖科）] 、選科、専修科、速成科、特修科を設置。
- 1873年11月：設立。
- 1885年9月：東京商業学校に併合。
- 1897年4月：高等商業学校附属外国語学校設立。
- 1899年4月：東京外国語学校と改称し独立（第3の官立専門学校）。
- 1944年4月：東京外事専門学校と改称。
- 1949年5月：新制の東京外国語大学に包括。
- 1951年3月：廃止。

大阪外国語学校（1921年・現大阪大学大学院人文学研究科言語社会専攻・大阪大学外国語学部）
- 本科（支那・蒙古・馬来・印度・英・仏・独・露・西語部）、選科、別科を設置。
- 1921年12月：専門学校令による設立。
- 1944年4月：大阪外事専門学校と改称。
- 1949年5月：新制大阪外国語大学に包括。
- 1951年3月：廃止。

### 公立校
神戸市立外事専門学校（1946年・現神戸市外国語大学）
- 1946年3月：設立。
- 1949年2月：神戸市外国語大学に昇格。
- 1951年3月：外専廃止。

市立小倉外事専門学校（1946年・現北九州市立大学外国語学部）
- 1946年7月：設立。
- 1950年4月：北九州外国語大学に昇格。
  - 1953年4月に北九州大学に改組、2001年4月には北九州市立大学と改称。
- 1954年6月：外専廃止。

### 私立校
天理外国語学校（1927年・現天理大学）
- 本科（朝鮮・支那・馬来・西・露・英・蒙・独語部）、特科、専修科、特修科を設置。朝鮮語部は私立・官公立を通じて最初。
- 1925年2月：男女共学の学校として設立。
- 1927年12月：専門学校令に準拠した設立。男子学生を編入。
  - 1928年：女子学生は天理女子学院に編入（1940年：天理女子専門学校に改組）。
- 1944年4月：天理語学専門学校と改称（天理女専は天理女子語学専門学校と改称）。
- 1947年4月：天理女子語学専門学校を統合。
- 1949年4月：天理大学に昇格。
- 1951年3月：天理語学専門学校廃止。

東洋語学専門学校（1942年・現熊本学園大学）
- 1942年4月：東洋語学専門学校開校。
- 1945年11月：熊本語学専門学校と改称。
- 1950年4月：熊本短期大学に昇格。
  - 1954年、熊本商科大学に改組された。
  - 1994年、熊本学園大学に改組された。

善隣外事専門学校（1944年・廃校）
- 支那・蒙古・露西亜・安南・泰・緬甸・印度・比律賓・馬来・土耳古科を設置。
- 1935年2月：実業専門学校として善隣協会専門学校が設立。
- 1939年4月：善隣高等商業学校と改称。
- 1944年4月：善隣外事専門学校と改称。
- 1947年4月：善隣専門学校と改称。
- 1950年：廃止。
- 詳細は当該項目参照。

東亜外事専門学校（1944年・現麗澤大学）
- 1942年4月：東亜専門学校開校。
  - 1935年設立の道徳科学専攻塾を前身とする。
- 1944年1月：東亜外事専門学校と改称。
- 1947年1月：千葉外事専門学校と改称。
- 1950年4月：麗澤短期大学に昇格。
  - 1959年、麗澤大学に改組された。

同志社外事専門学校（1944年・現同志社大学）
- 1944年4月：同志社専門学校高等英語部と法律経済部を統合し、設置
- 1949年4月：同志社大学神学部、文学部、法学部、経済学部に吸収
- 1952年3月：廃止

南山外国語専門学校（1946年・現南山大学）
- 英語科・華語科・仏語科・独語科を設置。
- 1946年7月：財団法人南山中学校により設立。
- 1947年8月：名古屋外国語専門学校と改称。
- 1949年4月：南山大学に昇格。
- 1951年4月：外専廃止。

福岡外事専門学校（1947年・現福岡大学）
- 1947年2月：財団法人「福岡外国語学園」により設立。
- 1949年4月：福岡経済専門学校に併合され福岡商科大学設立。
  - 1956年、福岡大学に改組された。

京都外国語学校（1947年・現京都外国語大学）
- 1947年5月：設立。
- 1950年4月：京都外国語短期大学に昇格。
  - 1959年、京都外国語大学に改組された。

松山語学専門学校（1947年・松山外国語短期大学→廃止）
- 1947年：設立。
- 1950年：松山外国語短期大学に昇格。
- 1960年：廃校。

## 関連書籍
- 海後宗臣（監修） 『日本近代教育史事典』 平凡社、1971年
- 『日本近現代史辞典』 東洋経済新報社、1978年
  - 尾崎ムゲン作成「文部省管轄高等教育機関一覧」参照
- 秦郁彦（編）『日本官僚制総合事典；1868 - 2000』 東京大学出版会、2001年
  - 「主要高等教育機関一覧」参照